# Testa dell'Assietta
La Testa dell'Assietta (2.566 m s.l.m.) è una montagna delle Alpi del Monginevro, nelle Alpi Cozie, posta tra la Val Chisone e la Val Susa nella città metropolitana di Torino con la sommità e tutto il versante settentrionale compresi nel territorio del Parco naturale del Gran Bosco di Salbertrand.

## Caratteristiche
È particolarmente famosa perché sulla sua vetta e nei suoi dintorni si è combattuta nel luglio del 1747 la vittoriosa battaglia dell'Assietta, che causò una carneficina con oltre 5.000 morti sul campo (in prevalenza francesi sconfitti). Sulla vetta della montagna è presente dal 1882 un grande obelisco in pietra sormontato da un'aquila in bronzo (simbolo del Club Alpino Italiano) a ricordo della battaglia. A pochi metri di distanza dall'obelisco sorge una stele a ricordo del generale francese Belle-Isle, che combattendo ivi trovò la morte. Una strada sterrata, la strada dell'Assietta, conduce fin sotto la cima; di lì la vetta è raggiungibile in pochi minuti attraverso un corto sentiero.

### Ascensione

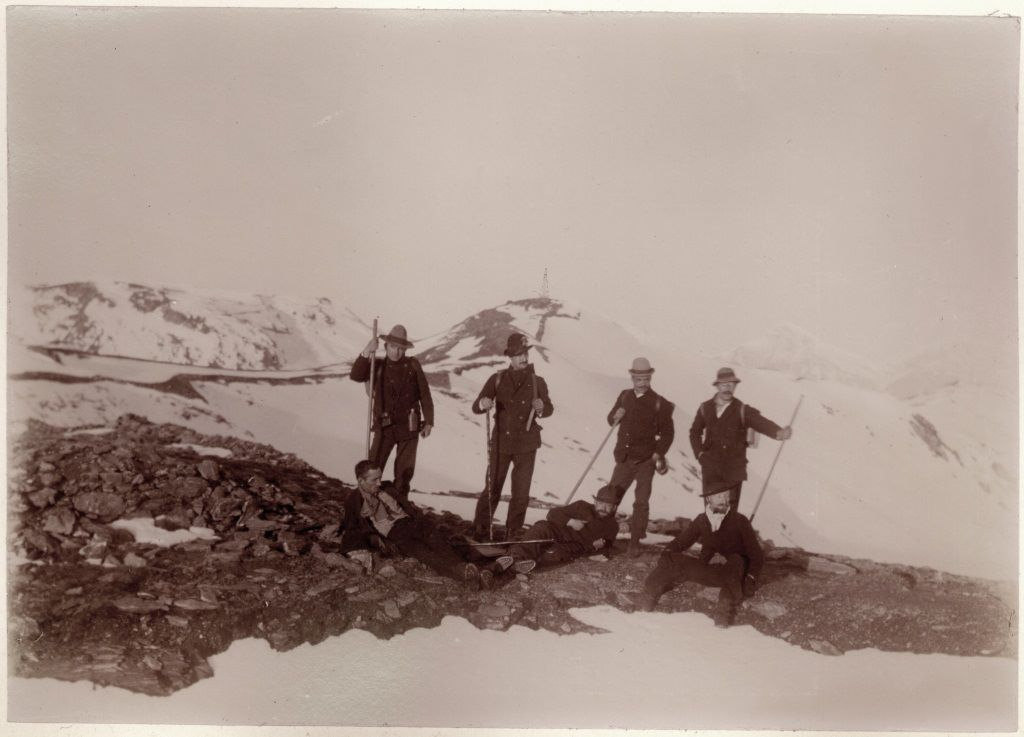
1906: escursionisti sulla Testa dell'Assietta (foto M.Gabinio)

L'accesso alla vetta è classificato come escursionistico facile E.
Tra le tante vie quella più breve e diretta parte da Balboutet (1557 m) oppure poco più in basso da Pourrieres (1420 m), entrambe frazioni di Usseaux in Alta Val Chisone. Si risale nel bosco di larici e ci si addentra nel vallone di Cerogne, raggiungendo l'omonima borgata di Cerogne (1742 m). Proseguendo sempre verso la direzione Assietta si giunge al pianoro delle Cerogne quindi si risale contornando successivamente il monte Gran Cerogne. Arrivati alla bergeria Alpe Assietta (2270 m), di lì si risalgono vasti prati guadagnando infine il colle dell'Assietta (2472 m). Dal colle è sufficiente mezz'ora sulla strada sterrata dell'Assietta per giungere alla cima della Testa. Si tratta comunque di un percorso che necessita non meno di tre ore e comporta più di mille metri di dislivello.